# 谷口あつしのRADIO☆MONDAY
谷口あつしのRADIO☆MONDAY（たにぐちあつしのラジオマンデー）は、山陰放送（BSS）で2006年4月3日から2010年9月27日まで毎週月曜日に放送していたラジオ番組。通称、ラジマン。パーソナリティーはBSSアナウンサー（当時）の谷口あつし（篤史）。

## 概要
- オープニングは「週の始まり……」から必ず始まる。
- 放送時間はナイターシーズンが18:30～19:30、オフシーズンは21:00～21:50だった。
- この番組で谷口は「中年アナウンサー」と称していた。

## コーナー
- あつしの部屋（ゲストコーナー）
- 月曜日のゆでたまご（「土曜日の生たまご」兄弟コーナー）
- マンデーガイナーレ魂（ガイナーレ鳥取応援コーナー）
- 門藤のちょっといまええかいな？
- 松本茜のプレイングJAZZ
- おしえて！クリステル
- アーティスト特集（不定期）
- Sunchagoプライベートストック（途中打ち切り）